# Liste von militärischen Unternehmungen während des russischen Überfalls auf die Ukraine seit 2022
Untenstehende Liste beinhaltet militärische Unternehmungen, die in den Gesamtkontext des Russischen Überfalls auf die Ukraine seit 2022 fallen, darunter Unternehmungen zu Land, zu See und zu Luft sowie Feldzüge, Operationen, Schlachten, Verteidigungsunternehmungen und Belagerungen. Während sich die Begrifflichkeit „Feldzug“ (und die tlw. gleichwertig verwendeten Begriffe „Offensive“ sowie „Gegenoffensive“) generell auf strategische Kampagnen mit längerer Dauer und weiterer Ausdehnung bezieht, bezieht sich die Begrifflichkeit „Schlacht“ generell auf kürzere Perioden intensiver militärischer Auseinandersetzungen, die sich auf einen kleinen geographischen Raum eingrenzen lassen. Dennoch ist die Unterscheidung der Begrifflichkeiten nicht konsistent.
| Name                                         | Oblast                          | Beginn             | Ende              | Ergebnis                                       |
| -------------------------------------------- | ------------------------------- | ------------------ | ----------------- | ---------------------------------------------- |
| Charkiw-Offensive (2024)                     | Charkiw                         | 10. Mai 2024       | /                 | laufend                                        |
| Kämpfe um Tschassiw Jar                      | Donezk                          | 04. April 2024     | /                 | laufend                                        |
| Kursk-Offensive 2024                         | Kursk                           | 06. August 2024    | /                 | laufend                                        |
| Angriff auf die Oblast Belgorod 2023         | Belgorod                        | 22. Mai 2023       | 17. Dezember 2023 | kein Ergebnis                                  |
| Ukrainische Gegenoffensive 2023              | Saporischschja, Cherson, Donezk | 08. Juni 2023      | Ende 2023         | Sieg Russlands                                 |
| Schlacht um Awdijiwka                        | Donezk                          | 10. Oktober 2023   | 17. Februar 2024  | Sieg Russlands                                 |
| Schlacht um Kiew (2022)                      | Kiew (Stadt)                    | 25. Februar 2022   | 02. April 2022    | Sieg der Ukraine                               |
| Schlacht um Charkiw (2022)                   | Charkiw                         | 24. Februar 2022   | 13. Mai 2022      | Sieg der Ukraine                               |
| Ukrainische Gegenoffensive in der Ostukraine | Charkiw, Donezk, Luhansk        | 06. September 2022 | 01. Oktober 2022  | Sieg der Ukraine                               |
| Schlacht um Bachmut                          | Donezk                          | 03. Juli 2022      | 20. Mai 2023      | Sieg Russlands                                 |
| Ukrainische Gegenoffensive in Cherson 2022   | Cherson, Mykolajiw              | 29. August 2022    | 11. November 2022 | Sieg der Ukraine                               |
| Belagerung von Mariupol                      | Donezk                          | 24. Februar 2022   | 20. Mai 2022      | Sieg Russlands                                 |
| Schlacht um den Flughafen Kiew-Hostomel      | Kiew (Land)                     | 24. Februar 2022   | 25. Februar 2022  | Sieg Russlands, anschließend Rückzug Russlands |
| Bombardierung von Odessa                     | Odessa (Stadt), Odessa (Land)   | 24. Februar 2022   | /                 | laufend                                        |
| Aufstand der Gruppe Wagner in Russland       | Russland                        | 23. Juni 2023      | 24. Juni 2023     | /                                              |